# 吉原裕幸
吉原 裕幸（よしはら ひろゆき）は、東京都出身の映画プロデューサーである。

## 来歴
東京都新宿区出身。慶應義塾志木高等学校、慶應義塾大学総合政策学部卒業後、2013年にテレビマンユニオンに入社。その後、映画美学校フィクションコースで学び、2017年にビジョンプラス（現TBSスパークル）に入社。TBSテレビ映画・アニメ事業部に配属され、映画のプロデュースへ携わり始める。2021年末に退社後、2022年に東京芸術大学大学院映像研究科映画専攻プロデュース領域に入学し、在学中より映画のプロデュースを開始。現在はフリーランスで映画プロデューサーとして活動している。

## 主な作品
プロデューサー
- 国道7号線 (短編、2024年、全辰隆監督)

　第50回ソウル独立映画祭正式出品 (2024)
　第47回クレルモンフェラン国際短編映画祭Short Film Market Picks選出 (2025)
　釜山国際短編映画祭 韓国コンペティション正式出品 - 観客賞受賞 (2025)
　ディアスポラ映画祭 開幕作選出 (2025)
- 過剰診断 -Overdiagnosis- (短編、2024年、坂本憲翔監督)

　第5回International Health Awareness Film Festival Cancer部門グランプリ
アソシエイトプロデューサー
- 老後の資金がありません!(2021年、前田哲監督)

アシスタントプロデューサー
- コーヒーが冷めないうちに(2018年、塚原あゆ子監督、メイキングディレクター兼任)
- ニセコイ(2018年、河合勇人監督)
- 三島由紀夫vs東大全共闘〜50年目の真実〜(2020年、豊島圭介監督)
- 糸(2020年、瀬々敬久監督)

宣伝協力
- 樹海村 (2021年、清水崇監督)
- 牛首村 (2022年、清水崇監督)
- 忌怪島/きかいじま (2023年、清水崇監督)

メイキングディレクター
- ハローグッバイ (2016年、菊地健雄監督)
- 愚行録 (2017年、石川慶監督)

助監督
- ギャルソンヌ -２つの性を持つ女- (短編、2017年、穐山茉由監督)
- メカニカルテレパシー (2020年、五十嵐皓子監督、チーフ助監督)

録音
- はめられて Road to Love (2019年、横山翔一監督)

スタッフ
- サロメの娘 アナザサイド (2016年、七里圭監督)

協力
- あなたはわたしじゃない　サロメの娘 ディコンストラクション (2018年、七里圭監督)